# Arcvasen
Arcvasen (örmény írással Արծվաշեն, azeriül Başkənd egy exklávé Örményország Gegharkunik tartományában, ám a települést a Hegyi-karabahi háború óta Azerbajdzsán tartja megszállva, melynek területén enklávét alkot.

## Elhelyezkedése
Arcvasen a Kis-Kaukázusban helyezkedik el, de jure Azerbajdzsán által határolva, de facto annak részeként. Az enklávé határa és az anyaország határa között körülbelül 5 kilométer távolság van, ezt a háborúig a H30-as, örmény kezelésben lévő út volt hivatott áthidalni. Ma használaton kívül van.
Az örmény közigazgatásban a település Gegharkunik tartomány része, ám az azeriek a Gadabay régió tagjaként kezelik.

## Történelem
A települést 1845-ben a közeli Choratanból érkező örmény telepesek alapították Bashkend (Բաշքենդ) néven, ám már a 17. század elején is volt a területen egy örmény diaszpóra templommal. A település nevét később megváltoztatták Hin Bashkendre (~Ó-Bashkend, örményül  Հին Բաշքենդ), megkülönböztetve ezáltal magukat a szintén a közelben lévő Nor Bashkendtől (~Új-Bashkend, örményül նոր Բաշքենդ, mai neve Getik). Nincs információ arról, mikor kapta a település az Arcvasen nevet. A település a szovjet időkben lett enklávé, amikor Sztálin, máig tisztázatlan okokból az Örmény SZSZK és az Azerbajdzsáni SZSZK határait a nemzetiségi viszonyokra való legkisebb tekintet nélkül szabta át. Egyes elméletek szerint pusztán kedvtelésből (ezt erősítik az azeri és örmény enklávék), mások szerint a nemzetiségi törekvések elnyomásáért, azaz az egysegés Szovjetunió álmáért (ezt pedig Nahicseván és Hegyi-Karabah Azerbajdzsánhoz csatolása).
A település a hegyi karabahi háborúig örmény lakossággal rendelkezett.
A háborúban a település jelképes erőt képviselt az azeri erők számára, akárcsak Verin Voskepar vagy Barkhudarly (azeri exklávék Örményországon belül) az örményeknek. 1991 májusában a helyi erők még visszaszorítottak egy azeri megszállási kísérletet, ám 1992-ben az azeri hadsereg bejelentette, hogy "felszabadították" a települést, elpusztítva a helyi örmény páncélozott haderőt. Az ostromban 300 örmény halt meg, 29 pedig "nyom nélkül eltűnt". Az örmény lakosság nagy része elmenekült, ma a települést leginkább azeriek lakják.

## Kultúra
Arcvasenben az örmény időkben nagy hagyománya volt a szőnyegkészítésnek, a Szovjetunió alatt működött egy Haygorg nevű szőnyeggyár is a területen. Az azeri megszállás óta a hagyományt folytatták, arcvaseni eredetű szőnyegekkel Shorzhában, Vardenisben, Abovyanban és Chambarakban lehet találkozni.

## Híres emberek
- Aramais Sahakyan, örmény költő
- Saribek Chilingaryan, katona, a Szovjetunió Hőse